# Uddvitmossa
Uddvitmossa (Sphagnum fallax) är en bladmossart som beskrevs av Klinggräff 1881. Enligt Catalogue of Life ingår Uddvitmossa i släktet vitmossor och familjen Sphagnaceae, men enligt Dyntaxa är tillhörigheten istället släktet vitmossor och familjen Sphagnaceae. Arten är reproducerande i Sverige. Inga underarter finns listade i Catalogue of Life.

## Bildgalleri

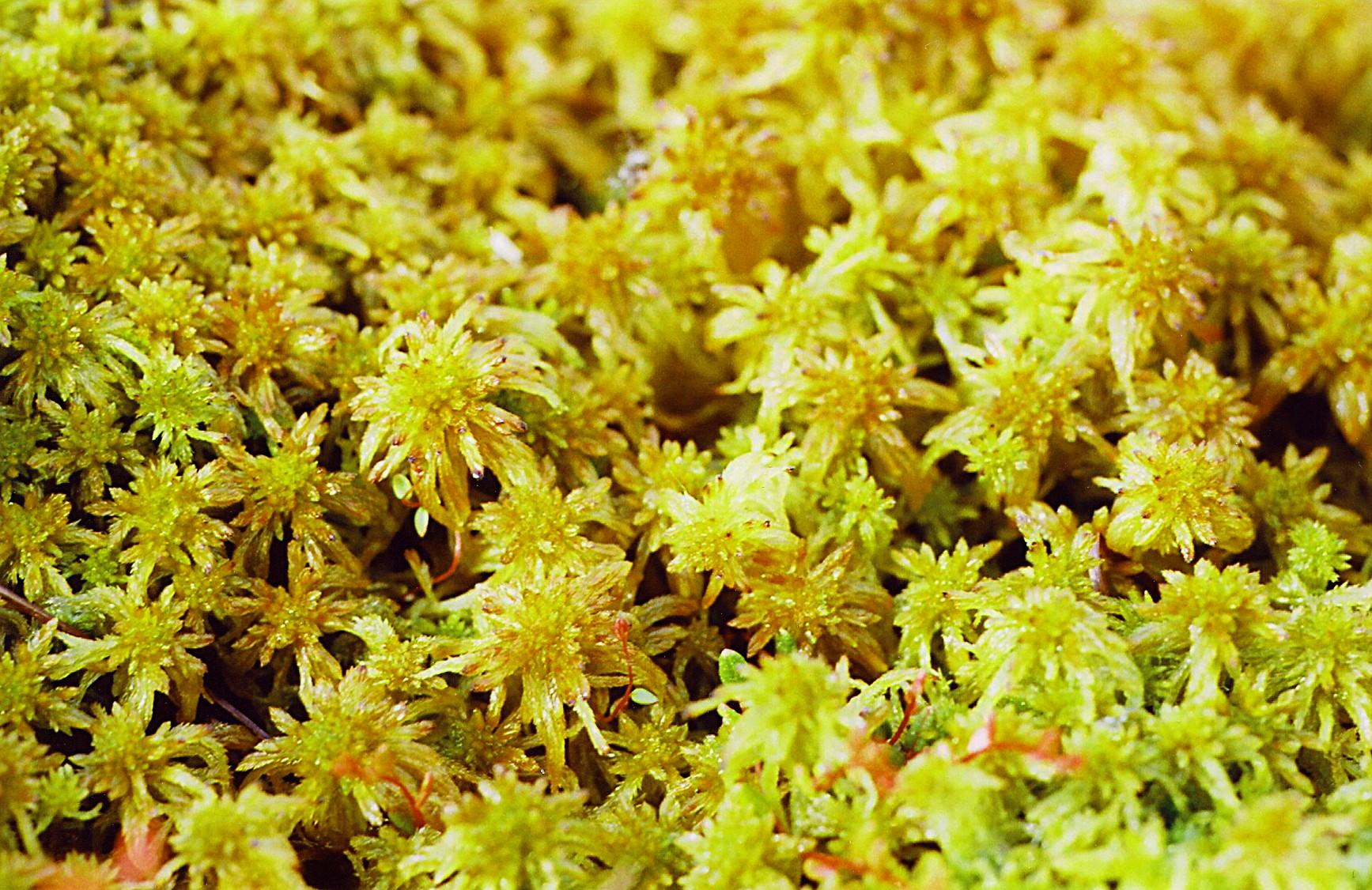
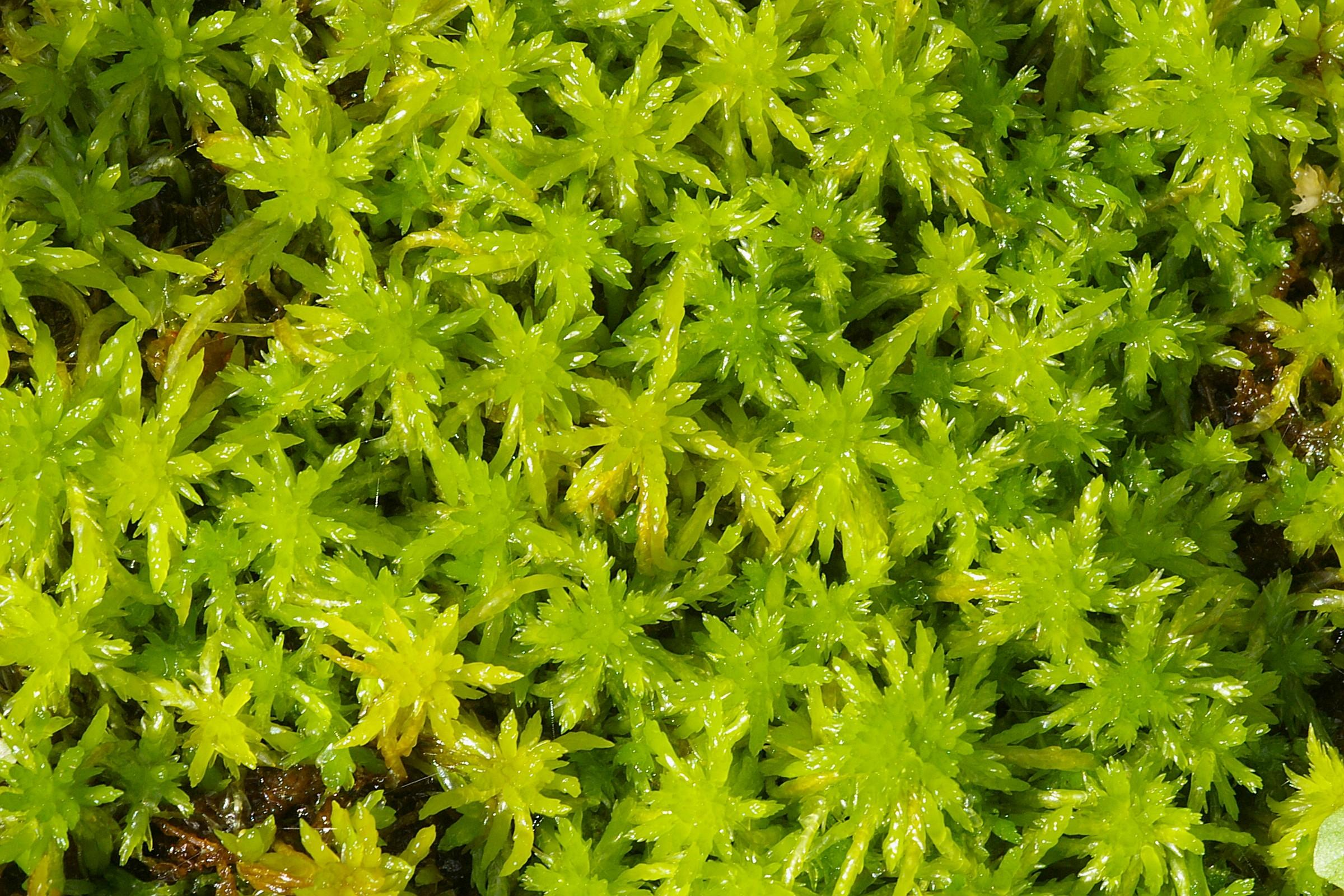
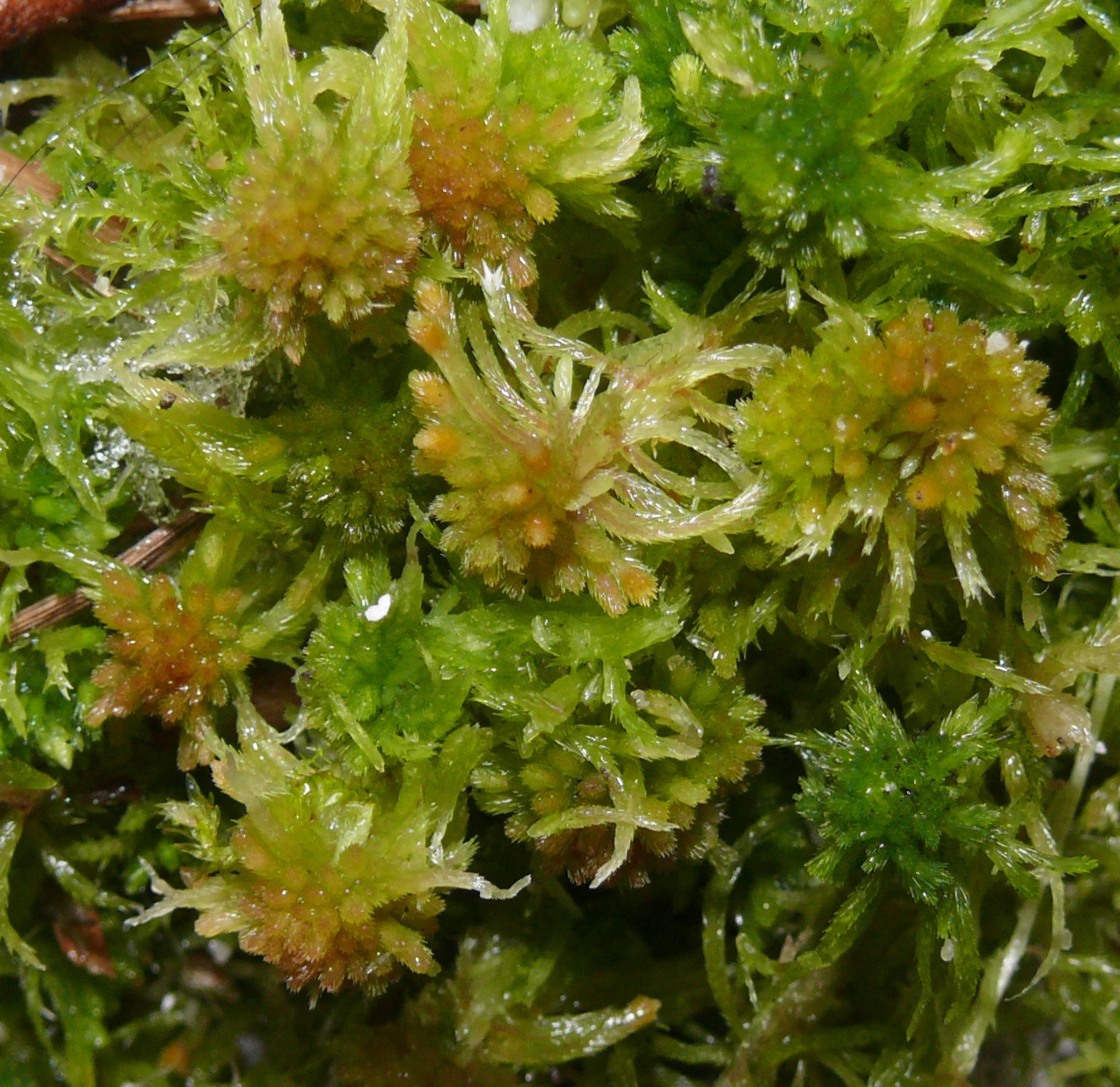